# 21663 Banat
21663 Banat è un asteroide della fascia principale. Scoperto nel 1999, presenta un'orbita caratterizzata da un semiasse maggiore pari a 3,0541083 UA e da un'eccentricità di 0,1368117, inclinata di 9,28378° rispetto all'eclittica.